# كريستوف يانسون
كريستوف يانسون (9 مارس 1998 - ) هو لاعب كرة قدم بلجيكي في مركز الدفاع. لعب مع نادي جينك.

## وصلات خارجية
- كريستوف يانسون على موقع الاتحاد البلجيكي (الإنجليزية)
- كريستوف يانسون على موقع قاعدة بيانات كرة القدم.إي يو (الإنجليزية)
- كريستوف يانسون على موقع Soccerway.com (الإنجليزية)
- كريستوف يانسون على موقع AS.com (الإسبانية)